# Jimmy Frew
James Harty "Jimmy" Frew, född 21 maj 1892 i Kinghorn, Fife, Skottland, död 27 april 1967, var en skotsk professionell fotbollsspelare. Frew spelade större delen av sin karriär i Leeds United där gjorde 99 matcher utan att gör något mål, varav 96 matcher  i ligan, mellan 1920 och 1924. Han spelade därefter två år i Bradford City AFC innan han 1926 var tvungen att ge upp sin spelarkarriär på grund av skada.